# Ella et Pitr
Ella & Pitr sont deux artistes français qui vivent et travaillent ensemble depuis 2007. Leur atelier se situe à Saint-Étienne.

Électrons libres difficiles à catégoriser, ils sont connus pour leurs dessins d'envergure colossale sur des surfaces horizontales de plusieurs milliers de mètres carrés dans l'espace urbain.

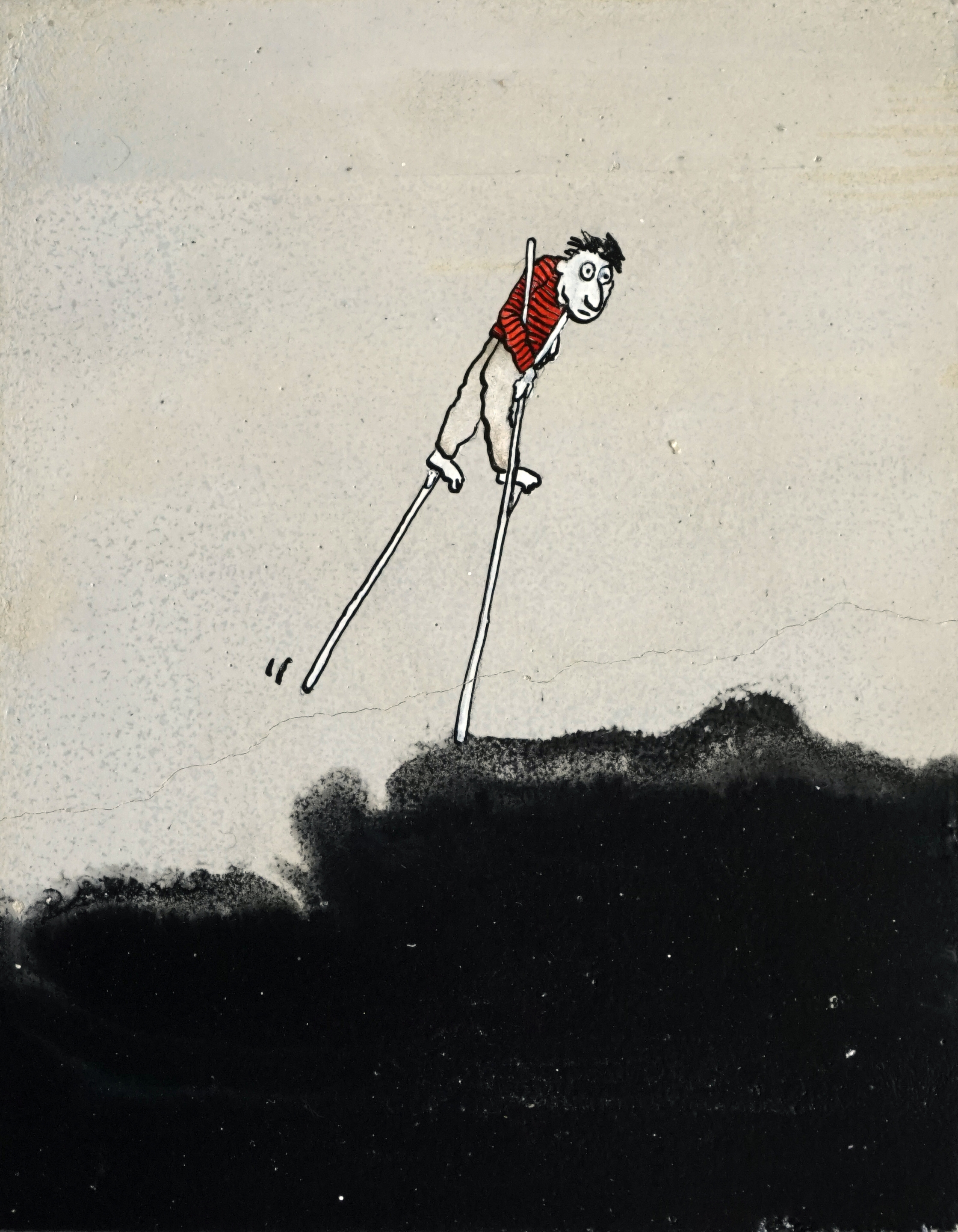
drawing on concret 14x11cm

Paris, porte de versaille 2019

Par un jeu d'échelles qui passe du minuscule au gigantesque, ils développent un langage pictural où les très grands personnages deviennent les paysages accueillant de toutes petites scènettes, l'ensemble formant des mises en abîme vertigineuses. Dans ce dialogue des échelles il collaborent avec Isaac Cordal lors de l'édition 2015 du Nuart Festival en Norvège.
La tendresse de leur trait et l'état d'esprit des situations rappellent parfois le dessin de Sempé. Dans la lignée d'un certain dessin de presse, en une seule image, ils évoquent toute une histoire.
Ils détournent régulièrement les espaces publicitaires pour en faire des supports d'expression libre, ce qui les rapproche de Jordan Seiler et OX avec qui ils collaborent à plusieurs reprises.

## Biographie
Ella & Pitr, respectivement nés en 1984 et 1981, issus du monde du spectacle et de la scène graffiti, commencent un travail commun en 2007 par la pratique du collage. Ils s’introduisent ainsi par effraction dans les espaces publicitaires 4 x 3 m ou en s’immisçant dans les interstices que propose la topologie urbaine. En 2009, ils s'intègrent illégalement dans l'exposition « Né dans la rue » à la Fondation Cartier pour l'art contemporain. Par ce geste, ils se font remarquer par Thomas Schmitt qui leur propose d'intervenir sur le M.U.R Paris. Ils furent les premiers à en déborder du cadre,,.
En 2012, le duo commence à intégrer le principe de l'anamorphose dans leur travail. En 2013, ils collaborent avec la Comédie de Saint-Étienne pour la création d'une série de visuels mettant en scène leur travail anamorphique.

En 2013 Ella & Pitr commencent à peindre leurs "Colosses endormis" dans différents pays. Leurs tailles varient selon le support, allant de 500 mètres carrés à 25 000 mètres carrés,.

Effacement d'un colosse par raclage motorisé.

En 2015, ils peignent Lilith & Olaf en Norvège, dans le cadre du NuArt Festival, l’œuvre figurative sur toiture la plus grande du monde, 21 000 m2, qui sera détrônée par leur Quel temps fera-t-il demain.
En 2016, ils investissent la pelouse du stade Geoffroy-Guichard à Saint-Etienne, avec Brigitte-Angélique de la Marmite. La même année ils produisent une œuvre en plein cœur du quartier d'affaires de la Défense près de Paris, Pendant qu’Inès rêve de Camping, d'autres se noient,.
En juin 2019, il peignent la plus grande œuvre urbaine du monde sur le toit du Parc Expo de Paris, qui fait 25 000 mètres carrés. Quel temps fera-t-il demain représente une grand-mère lassive devant le flux des voitures qui semble minuscules sur le boulevard périphérique parisien qui la traverse, un sac en plastique s'envolant au dessus de sa tête.
En 2024, après une retraite de 2 ans et une résidence libre sur l'île de Sashima dans la mer intérieure du Japon, leur spectacle Fermez les yeux vous y verrez plus clair est créé à la Comédie de Saint-Etienne.

## Vision
Malgré leur opinion mitigée sur le mouvement de l'art urbain qu'ils considèrent majoritairement "tape à l'œil et vulgaire", ils sont souvent considérés comme en faisant partie puisqu'ils utilisent les villes comme terrain de jeu en défendant l'idée que "l'espace public appartient à tous et ne doit pas se transformer en une surface uniquement capitalisante". En prenant en compte le contexte géographique et social dans lequel ils interviennent, leurs œuvres prétendent "apporter un contre-point à la complaisance d'une société narcissique". Depuis 2019, ils se tournent progressivement vers d'autres formes d'expressions telles que le spectacle vivant et la performance.

## Curation
Ils sont à l'initiative de la création de l'association Le M.U.R (Modulable Urbain Réactif) de Saint-Étienne et en sont les programmateurs jusqu'à ce jour,.

## Expositions
- Participation au M.U.R de Paris, 2010
- Celui qui volait les étoiles pour les mettre dans sa soupe, exposition personnelle, Galerie Le Feuvre, 2012
- Le M.U.R de l'art, exposition collective, Paris, 2012
- Participation au M.U.R XIII, Paris, 2012
- Ella+Pitr=, exposition personnelle, Galerie Le Feuvre, Paris, 2013
- Ella & Pitr son como las dos cabezas de un perro de la calle, exposition personnelle, Institut français de Santiago, 2014
- Paper Party 2, exposition collective, Richard & Galerie Le Feuvre, Genève, 2014
- See you soon like the moon, exposition personnelle, Galerie Le Feuvre, Paris, 2015
- The silence of the slippers after the rain, exposition personnelle, Vertical Gallery, Chicago, 2016
- Au jour le jour pour toujours, exposition personnelle, Galerie Le Feuvre, Paris, Mai-Juin 2017
- Comme des fourmis, exposition personnelle rétrospective, Galerie Le Feuvre, Paris, Janvier-Février 2018.
- Le plan sur la gommette[21], exposition personnelle, Galerie Le Feuvre & Roze, Juin-Juillet 2020.
- Voyage en soi sauvage , exposition personnelle , Galerie Le Feuvre & Roze, Octobre 2022.
- Carte blanche sauvage au MAMC de Saint-Etienne, 2023.

## Publications

### Livres
- Les révolutions de Nouille, collection BN, éd. Jarjille
- La vieille qui faisait partie des meubles, éd. Galerie Le Feuvre, 2011
- Celui qui volait les étoiles pour les mettre dans sa soupe, éd. Galerie Le Feuvre, 2012
- Ella+Pitr=, éd. Les Papiers-Peintres, 2012
- Renverse ta soupe, éd. Jarjille, 2013
- See you soon like the moon, éd. Galerie Le Feuvre, 2
- Au jour le jour pour toujours, éd. Galerie Le Feuvre, 2017
- Ella & Pitr, comme des fourmis, éd. Alternatives/Gallimard, 2017
- Alter Ego : les plus beaux duos de l’art urbain, Nicolas Gzeley (auteur) et Stéphanie Lemoine (préface), 240 p.
- Le plan sur la gommette, éd. Galerie Le Feuvre et Roze, 2020.
- Gros comme ça, éd. Ici c'est bien, 2021.
- Klaxonnés, éd. Ici c'est bien, 2024.

### Livres d'art
- Ôrage, collection Raretés des 7 collines, éd. Jean-Pierre Huguet[22], 2008
- Après l'orage, collection Derrière la vitre, éd. J.P Huguet, 2010
- La vieille qui faisait partie des meubles, 100 exemplaires rehaussés par les artistes et numérotés de 1 à 100, éd. Galerie Le Feuvre, 2011
- Renverse ta soupe, 50 exemplaires avec couverture dessinée par les artistes numérotés de 1 à 50, éd. Jarjille, 2013
- (ISBN 978-2-07-284457-7), p. 37 à 48, Éd. Alternatives, 2019
- Soufflés, triptyque de flip-books, auto-édition, 2023

### Films
- Au jour le jour pour toujours, court métrage d'Ella & Pitr réalisé par Clément Fessy
- Baiser d'encre, long métrage de Françoise Romand avec Ella & Pitr (Alibi Productions)
- Frappés Pinpins, vidéo d'Ella & Pitr réalisé par Clément Fessy[23]
- Olga & Piotr 1 & 2, vidéos d'Ella & Pitr[24],[25]
- " Blast 1" , explosion d'une peinture dans une carrière de granit gris
- " Blast 2 ", ensevelissement d'une peinture dans une carrière de granit gris
- " Blast 3 ", explosion d'une peinture dans une carrière de granit gris